# Cimaferle
Cimaferle è una frazione del comune di Ponzone, posizionata lungo la Strada provinciale 210 Acqui - Palo, a 690 m s.l.m.